# Cimetière de Templeuve
Le cimetière de Templeuve est un cimetière communal situé dans le village belge de Templeuve, une ancienne commune fusionnée avec Tournai, en Wallonie. Le cimetière est situé au bout de la rue Justin Bruyenne, à 450 m au sud-est de l'église (église Saint-Étienne). Il a une forme rectangulaire et est entouré d'un mur de briques. À gauche de l'entrée, une chapelle ouverte avec un toit à pignon a été construite dans le mur, dans laquelle se trouve une Vierge à l'Enfant.

## Sépultures de guerre britanniques
Le cimetière contient deux rangées de tombes de soldats britanniques des deux guerres mondiales. Sur la première sont alignées 13 tombes avec des soldats tombés au combat pendant la Première Guerre mondiale. Tous sauf un ont été tués lors de la dernière offensive alliée en octobre et novembre 1918.
Sur la deuxième rangée sont également alignées 13 tombes de soldats tombés au combat pendant la Seconde Guerre mondiale. Ils étaient membres du corps expéditionnaire britannique et ont été tués en combattant l'avancée de l'armée allemande avant la bataille qui a suivi à Dunkerque. Parmi eux trois membres de la Royal Air Force :
- Le pilote John Herbert Coleman pilotait un Spitfire et a été abattu le 19 mai 1940.
- Le pilote Peter Knowles Bone et le sergent William Joseph Cronin ont piloté un bombardier Blenheim et se sont écrasés le 15 mai 1940[1]. Un troisième membre d'équipage a probablement été enterré ailleurs.
- Le sergent WJ Cronin a reçu la Distinguished Flying Medal (DFM).

Les tombes sont entretenues par la Commonwealth War Graves Commission et y sont enregistrées sous le nom de Templeuve Communal Cemetery, Tournai.